# Pozzo di Connla
Nella mitologia irlandese il Pozzo di Connla (anche detto Pozzo di Coelrind, Pozzo di Nechtan o Pozzo di Seglais) è un di quei pozzi soprannaturali variamente definiti "Pozzo della Saggezza"o  "Pozzo della Conoscenza" e la sorgente di alcuni fiumi d'Irlanda.
Come il Pozzo di Nechtan (alcune fonti li identificano) il Pozzo di Connla è sede del Salmone della saggezza e circondato da noccioli (simbolo di conoscenza e saggezza).
Secondo la leggenda di Cormac mac Airt il pozzo si trova nella sala del re fatato Manannan mac Lir. In una leggenda il pozzo era sede di un Salmone della Saggezza fino a quando fu catturato dal poeta Finn Eces. Nove noccioli sacri circondavano il pozzo. Gli alberi fiorivano e davano frutti alla stessa ora. Mangiando le nocciole cadute nel pozzo, bevendo l'acqua del pozzo quando le nocciole cadevano o mangiando il salmone che si nutriva delle nocciole, si acquisiva conoscenza ed ispirazione poetica. Il pozzo fu dunque cercato da molti poeti e filosofi.
Solo il dio Nechtan e il suo coppiere potevano avvicinarsi al pozzo. La dea Boann andò al pozzo di Nechtan e vi camminò attorno per alcune volte in senso antiorario. Le acque traboccarono e raggiunsero il mare diventando il fiume Boyne. Sette fiumi della conoscenza scorrono dal Pozzo di Connla, tra cui il Boyne, lo Shannon, il Nore, il Barrow e lo Slaney.
Il Pozzo di Connla è un motivo comune nella poesia irlandese: per esempio appare nel Le Nocciole della conoscenza  o  Il Pozzo di Connla di George William Russell.
Yeats descrisse il pozzo, che vide mentre era in trance, come pieno delle «acque dell'emozione e passione, in cui tutti gli spiriti purificati sono intrappolati».